# Oenoptila reversa
Oenoptila reversa là một loài bướm đêm trong họ Geometridae.